# Municipio Zea (Mérida)
Zea es uno de los 23 municipios del Estado Mérida, Venezuela. Tiene una superficie de 135 km² y posee una población de 13 000 habitantes al año 2013. Su capital es la población de Zea. El municipio está conformado por dos parroquias, Caño El Tigre y Zea. Su nombre se debe en honor al prócer y vicepresidente de la Gran Colombia Francisco Antonio Zea.
La principal actividad económica es la agricultura, especializándose en el rubro del café, además hay un importante sector ganadero que se dedica a la producción de leche y queso.

## Historia
Los orígenes del municipio Zea, en el estado Mérida, se remontan al año 1811, cuando el territorio que ocupa actualmente fue transferido del Cantón de La Grita (perteneciente hoy al Estado Táchira) al recién creado Cantón de Bailadores, como parte de las primeras divisiones político-territoriales en la etapa republicana.
En 1845 se promulgó el decreto para la creación de la Parroquia Murmuquena, bajo la jurisdicción del Cantón de Bailadores; sin embargo, dicho decreto nunca fue ejecutado. La iniciativa fue retomada años más tarde, y finalmente, el 29 de noviembre de 1850, se creó oficialmente la Parroquia Francisco Antonio Zea, consolidando así la organización parroquial del sector.
En 1909, la localidad fue elevada a la categoría de Municipio Foráneo, adscrito al entonces Distrito Tovar, hoy Municipio Tovar. Esta situación administrativa se mantuvo vigente hasta 1992, cuando la Asamblea Legislativa del Estado Mérida decretó su autonomía municipal, otorgándole su denominación definitiva como Municipio Zea, en honor al prócer independentista Francisco Antonio Zea, destacado diplomático y naturalista del período emancipador.

## Geografía
El Municipio Zea se encuentra ubicado al suroeste del Estado Mérida, presenta dos zonas diferenciables, el norte y centro del territorio ocupan un relieve montañoso bajo a unos 300 metros de altitud con vegetación de bosque húmedo tropical, en la zona sur las elevaciones son desde los 600 m s. n. m. hasta los 1800 m s. n. m. en el páramo de Mariño. La temperatura promedio anual es de 22°C con precipitaciones anuales de 1390mm. Los principales cursos de agua son los ríos Guaruríes y C y cn sus pata

### Organización parroquial
| Parroquia     | Superficie | Población (2010) | Densidad |
| ------------- | ---------- | ---------------- | -------- |
| Caño El Tigre | km²        | hab.             | hab./km² |
| Zea           | km²        | hab.             | hab./km² |
| Municipio Zea | km²        | hab.             | hab./km² |

## Política y gobierno

### Alcaldes
| Período     | Alcalde           | Partido político / Alianza | % de votos | Notas |
| ----------- | ----------------- | -------------------------- | ---------- | --- |
| 1992 - 1995 | Fredy Guedez      |                            | 41.59      | Primer alcalde bajo elecciones directas                                                                                 |
| 1995 - 2000 | Fredy Guedez      |                            | -          | Reelecto (se realizaron elecciones generales adelantadas en el 2000 debido a la aprobación de la Constitución de 1999)  |
| 2000 - 2004 | Fredy Guedez      |                            | 64,66      | Reelecto |
| 2004 - 2008 | Fredy Guedez      |                            | 56,73      | Reelecto |
| 2008 - 2013 | Carlos Rondón     |                            | 52,22      | Segundo alcalde bajo elecciones directas (se postergan 1 año las elecciones municipales pautadas para finales del 2012) |
| 2013 - 2017 | Carlos Rondón     |                            | 53,69      | Reelecto |
| 2017 - 2021 | Raúl Martínez     |                            | 49,29      | Tercer alcalde bajo elecciones directas                                                                                 |
| 2021 - 2025 | Victor Bustamante |                            | 54,90      | Cuarto alcalde bajo elecciones directas                                                                                 |
| 2025 - 2029 | Victor Bustamante |                            |            | Reelecto |

### Concejo Municipal
Período 1992 - 1995
| Concejales:         | Partido político / Alianza |
| ------------------- | -------------------------- |
| Ninfa de Guerra     | COPEI                      |
| Francisco Contreras | COPEI                      |
| Gerardo Ramírez     | COPEI                      |
| Gerardo Escalante   | AD                         |
| Ana Contreras       | E.P.A.P                    |

Período 1995 - 2000
| Concejales:             | Partido político / Alianza |
| ----------------------- | -------------------------- |
| Gerardo Ramírez         | COPEI                      |
| Samuel Eduardo Labrador | COPEI                      |
| Julio Cesar Guillén     | COPEI                      |
| Orlando Vivas           | AD                         |
| José Enrique Contreras  | AD                         |

Período 2000 - 2005
| Concejales:         | Partido político / Alianza |
| ------------------- | -------------------------- |
| Eduardo Labrador    | COPEI                      |
| Julio Guillén       | COPEI                      |
| Idelgar Osuna       | COPEI                      |
| Carlos Julio Rondón | AD                         |
| Maria Linares       | MVR                        |

Período 2005 - 2013
| Concejales:         | Partido político / Alianza |
| ------------------- | -------------------------- |
| Eduardo Labrador    | COPEI                      |
| Julio Guillén       | COPEI                      |
| Idelgar Osuna       | COPEI                      |
| Carlos Julio Rondón | AD                         |
| Deicy Molina        | MVR                        |

Período 2013 - 2018
| Concejales:    | Partido político / Alianza |
| -------------- | -------------------------- |
| Miguel Rondón  | MUD                        |
| Nola Molina    | MUD                        |
| Ramón Molina   | MUD                        |
| Olga Carrero   | PSUV                       |
| Carlos Carrero | PSUV                       |

Período 2018 - 2021:
| Concejales:       | Partido político / Alianza |
| ----------------- | -------------------------- |
| Glendis Contreras | PSUV                       |
| Fredy Peña        | PSUV                       |
| Osmary Carrero    | PSUV                       |
| Edgar Hernandez   | PSUV                       |
| Maria Arias       | PSUV                       |

Período 2021 - 2025:
| Concejales:      | Partido político / Alianza |
| ---------------- | -------------------------- |
| Elvidio Mora     | MUD                        |
| Ana Moreno       | MUD                        |
| Franklin Pinto   | MUD                        |
| Maribel Zambrano | PSUV                       |
| Roxana Martinez  | PSUV                       |